# Вроджена вада
«Вроджена вада» (англ.  Inherent Vice) — роман Томаса Пінчона, опублікований 4 серпня 2009 року.

## Рецензії
На думку оглядача газети The New York Times, «Вроджена вада» — це «полегшений Пінчон» (Pynchon Lite): «візантійська складність» його попередніх романів «V.» і «Веселка тяжіння», на сторінках яких стикалися «діонісійський хаос і аполлонічна розсудливість, анархічна свобода і машинерія влади», звелася «до протистояння чарівного любителя травки з безчесною правоохоронною системою».